# Februarie 1994
Acest articol este generat integral pe baza informațiilor din articolul 1994 și este actualizat periodic de un robot.
 Editările făcute în articol vor fi șterse la următoarea actualizare! Dacă doriți să faceți modificări, editați articolul-sursă.

ianuarie -
februarie -
martie -
aprilie -
mai -
iunie -
iulie -
august -
septembrie -
octombrie -
noiembrie -
decembrie
Februarie 1994 a fost a doua lună a anului și a început într-o zi de marți.

## Evenimente
- 2 februarie: PUNR intră la guvernare alături de PDSR.
- 5 februarie:  Are loc masacrul din piața orașului Sarajevo. Este cea mai sângeroasă zi a asediului care dura de doi ani. 68 de civili își pierd viața și peste 200 sunt răniți în urma bombardamentului sârbilor bosniaci. La cererea Națiunilor Unite, NATO este gata să intervină pentru prima dată în cei 45 de ani.
- 12 februarie: Ceremonia de deschidere a Jocurilor Olimpice de iarnă de la Lillehammer, Norvegia.
- 14 februarie: Cu ocazia vizitei oficiale la București a președintelui croat, Franjo Tudjman, este semnat „Tratatul de prietenie și colaborare româno-croat”.
- 25 februarie: Masacrul din Hebron. În timp ce 500 de palestinieni se rugau la Mormântul Patriarhilor din Hebron, un colonist israelian cu vederi extremiste, Baruh Goldstein, deschide focul ucigând 29 de musulmani.
- 28 februarie: Grevă generală în România în semn de protest contra eșecului reformelor economice.

## Nașteri
- 1 februarie: Harry Styles (Harry Edward Styles), cântăreț, compozitor și actor britanic
- 2 februarie: Elseid Gëzim Hysaj, fotbalist albanez
- 4 februarie: Miguel Ángel López, ciclist columbian
- 6 februarie: Claudiu Ionel Simion, fotbalist român (atacant)
- 7 februarie: Valentin Daniel Balint, fotbalist român (atacant)
- 7 februarie: Alessandro Schöpf, fotbalist austriac
- 8 februarie: Hakan Çalhanoğlu, fotbalist turc
- 9 februarie: Milan Pavkov, fotbalist sârb (atacant)
- 10 februarie: Kang Seul-gi, cântăreață sud-coreeană
- 11 februarie: Musashi Suzuki, fotbalist japonez
- 13 februarie: Memphis Depay, fotbalist neerlandez (atacant)
- 16 februarie: Matthew Knight, actor canadian de film
- 16 februarie: Ava Max (n. Amanda Ava Koci), cântăreață și compozitoare americană de etnie albaneză
- 16 februarie: Federico Bernardeschi, fotbalist italian (atacant)
- 17 februarie: Q14626025, jucătoare de tenis japoneză
- 23 februarie: Dakota Fanning (Hannah Dakota Fanning), actriță americană de film
- 23 februarie: Lucas Pouille, jucător francez de tenis
- 24 februarie: Amir Kadri Rrahmani, fotbalist albanez
- 24 februarie: Jessica Pegula, jucătoare de tenis americană
- 25 februarie: Eugenie Bouchard, jucătoare canadiană de tenis
- 27 februarie: Ovidiu Marian Popescu, fotbalist român
- 28 februarie: Arkadiusz Milik, fotbalist polonez (atacant)

## Decese
Marietta Rareș (n. Marietta Ionescu), 96 ani, actriță română de teatru și film (n. 1897)
Joseph Cotten (Joseph Cheshire Cotten), 88 ani, actor american (n. 1905)
Gherasim Luca, 80 ani, poet român, teoretician al suprarealismului (n. 1913)
Ștefan Balș-Lupu, 91 ani, arhitect român (n. 1902)
Baruch Goldstein, 37 ani, medic american (n. 1956)
Ion Lăpușneanu, 85 ani, fotbalist și antrenor român (n. 1908)